# Toni Zweifel
Toni Zweifel (Verona, 15 febbraio 1938 – Zurigo, 24 novembre 1989) è stato un ingegnere svizzero, membro dell'Opus Dei.
È in corso il suo processo di canonizzazione per la Chiesa cattolica.

## Biografia
Figlio dell'italiana Antonia di Benedetto (1909-1985) e di Giusto Zweifel (1907-1985), un industriale tessile svizzero, proveniente da Glaris. La coppia ebbe due figliː Toni (1938) e Anna Rosa (1940).
All'inizio della Seconda Guerra Mondiale, sua madre portò i suoi due figli al cantone di Glaris. Nel 1944 Toni tornò in Italia, a San Giovanni Lupatoto, vicino a Verona, per cominciare gli studi. A Verona frequentò parte della scuola elementare (Pindemonte) e media (V. Betteloni) tra il 1949 e il 1957. A nove anni ricevette la prima comunione (2  maggio 1948) e la cresima (31 maggio  1948). Nel 1952 si iscrisse al Liceo Scientifico Statale Angelo Messedaglia.
Completò la sua formazione a Zurigo, dove nel 1957 iniziò ingegneria meccanica nella Scuola Politecnica Federale di Zurigo (ETH Zürich), concludendoli nel giugno del 1962.
Nel 1961 un suo amico spagnolo, Jaime Faustmann, lo invitò a visitare "Fluntern", una residenza universitaria promossa da persone dell'Opus Dei. L'anno successivo andò ad abitare lì e il 19 marzo 1962 chiese l'ammissione all'Opus Dei come numerario.
A giugno, dopo aver terminato i suoi studi, cominciò a lavorare nel dipartimento di sviluppo tecnico di una impresa privata, la Contraves S.A. Nel 1964 passò a lavorare nell'Istituto di Termodinamica dell'EPFZ, come collaboratore scientifico. Lì sviluppo alcuni brevetti industriali.
Nel 1966 fu nominato direttore della residenza Fluntern. In un viaggio a Roma in 1969 conobbe personalmente San Josemaría Escrivá, fondatore dell'Opus Dei.

### Fondazione Limmat
Nel 1972, dopo otto anni di lavoro con universitari, partecipò nell'avviamento di un ente di interesse pubblico, la Fondazione Limmat. Ne fu il primo direttore, per 17 anni, fino alla sua morte. La Fondazione è un'istituzione di beneficenza di ambito internazionale, con sede in Svizzera, per fornire appoggio finanziario a iniziative educative e di promozione culturale o sociale, soprattutto nei Paesi in via di sviluppo. Toni Zweifel cercò di stabilire vincoli tra donatori potenziali e persone o enti bisognosi di supporto. Scrisse in un documento informativo: "La causa principale di molti problemi odierni è la mancanza di formazione e sviluppo della personalità, che molta gente patisce". Collaborò anche  con l'ufficio dell'UNIDO (United Nations Industrial Development Organization), di Zurigo.
Nei 17 anni da direttore aiutò centinaia di  iniziative sociali e educative, in 30 paesi in 4 quattro continenti, soprattutto nella promozione della famiglia e la donna, nella salute e formazione professionale dei giovani.
Una sua idea innovativa fu la promozione di sub-fondazioni, cioè la possibilità per un gruppo di promotori di una qualsiasi iniziativa assistenziale o educativa di non dover costituire da zero una fondazione, con tutte le complicazioni burocratiche annesse, ma di appoggiarsi alla Fondazione Limmat per tutte le questioni legali e la gestione dei fondi, sapendo però che questi sono destinati esclusivamente alle finalità indicate dai promotori. Un esempio particolarmente noto è quello della fondazione promossa da Susanna Tamaro, alla quale sono destinati i diritti dei suoi libri.

### Malattia e decesso
Il 19 di febbraio 1986 gli fu diagnosticata una leucemia. Accettò la malattia mentre era al culmine della sua attività professionale. Iniziò con rigore e precisione tutte le terapie necessarie, incluse alcune sperimentali, accettando con spirito cristiano tutte le sofferenze connesse e il fallimento finale di ogni cura.
Morì il 24 novembre 1989. La sua tomba è nel cimitero di Zurigo nel quartiere di Fluntern.

## Causa di beatificazione
La fase diocesana della causa è iniziata il  22 febbraio 2001, nella diocesi svizzera di Coira, davanti al Vescovo Amédée Grab. Furono raccolti tutti gli scritti conosciuti di Toni Zweifel e in particolare il suo epistolario. Furono presentati documenti riguardanti la sua vita e le sue diverse attività. Il 7 ottobre 2005, la Congregazione per la Causa dei Santi  ha conferito il nihil obstat al processo di beatificazione. Il tribunale diocesano ha quindi potuto cominciare a interrogare alcuni testimoni oculari della sua vita. Il 2 luglio 2020 si è conclusa la fase diocesana del processo.